# فرنسيس غونزاليس فرانكو
فرنسيس غونزاليس فرانكو (بالإسبانية: Fanny González Franco)‏ هي محامية كولومبية، ولدت في 1934، وتوفيت في 7 نوفمبر 1985.